# Рейни, Уэйн
Уэйн Уэсли Рейни (англ. Wayne Wesley Rainey; род. 23 октября 1960, Дауни, Калифорния, США) — американский мотогонщик, трёхкратный чемпион мира по шоссейно-кольцевым мотогонкам (1990—1992).

## Биография
В начале карьерв выступал на гаревых кроссовых трассах в Калифорнии. Также он занимался в школе California Superbike School, основанный мотогонщиком и тренером по мотоспорту Кейтом Коудом.
В конце 1980-х — начале 1990-х Рейни трижды выиграл чемпионат в классе 500 см³, выступая за команду Yamaha, и один раз выиграл Daytona 200. Стиль его вождения характеризовался как спокойный и расчётливый.
В 1993 году попал в аварию на Гран-при Италии в Мизано и сломал себе позвоночник, из-за чего оказался парализованным. В течение нескольких лет был менеджером команды Marlboro Yamaha.
В 2007 году введен в Международный зал славы моторных видов спорта.